# Centrale électrique de Ruien
La centrale électrique de Ruien, en néerlandais Elektriciteitscentrale van Ruien, est une ancienne centrale thermique au charbon, située sur la rive droite de l'Escaut  dans la commune de Ruien en Flandre-Orientale, Belgique.
Construite en 1958, elle est la plus puissante centrale thermique de Belgique, après les centrales nucléaires qui sont aussi des centrales thermiques. Elle fait partie du parc de production du groupe énergétique franco-belge Electrabel-GDF SUEZ.
L'État belge a dépensé plus de 180 millions d'euros, entre 2006 et 2012, pour la rénovation de la centrale, surtout au niveau de la sécurité et le processus de réduction des émissions du CO2 tout en respectant les normes du protocole de Kyoto.
La centrale a fermé définitivement ses portes le 1er septembre 2013. Elle est à ce jour entièrement démantelée.

## Description
La centrale est équipée de quatre turbines à vapeur. Unités : 3 et 4 (modèle Escher Wyss), la 5 et la 6 (modèle BBC Brown Boveri) et chacune est couplée à un alternateur (modèle ACEC Charleroi). Les quatre unités génèrent quelque 800 mégawatts.

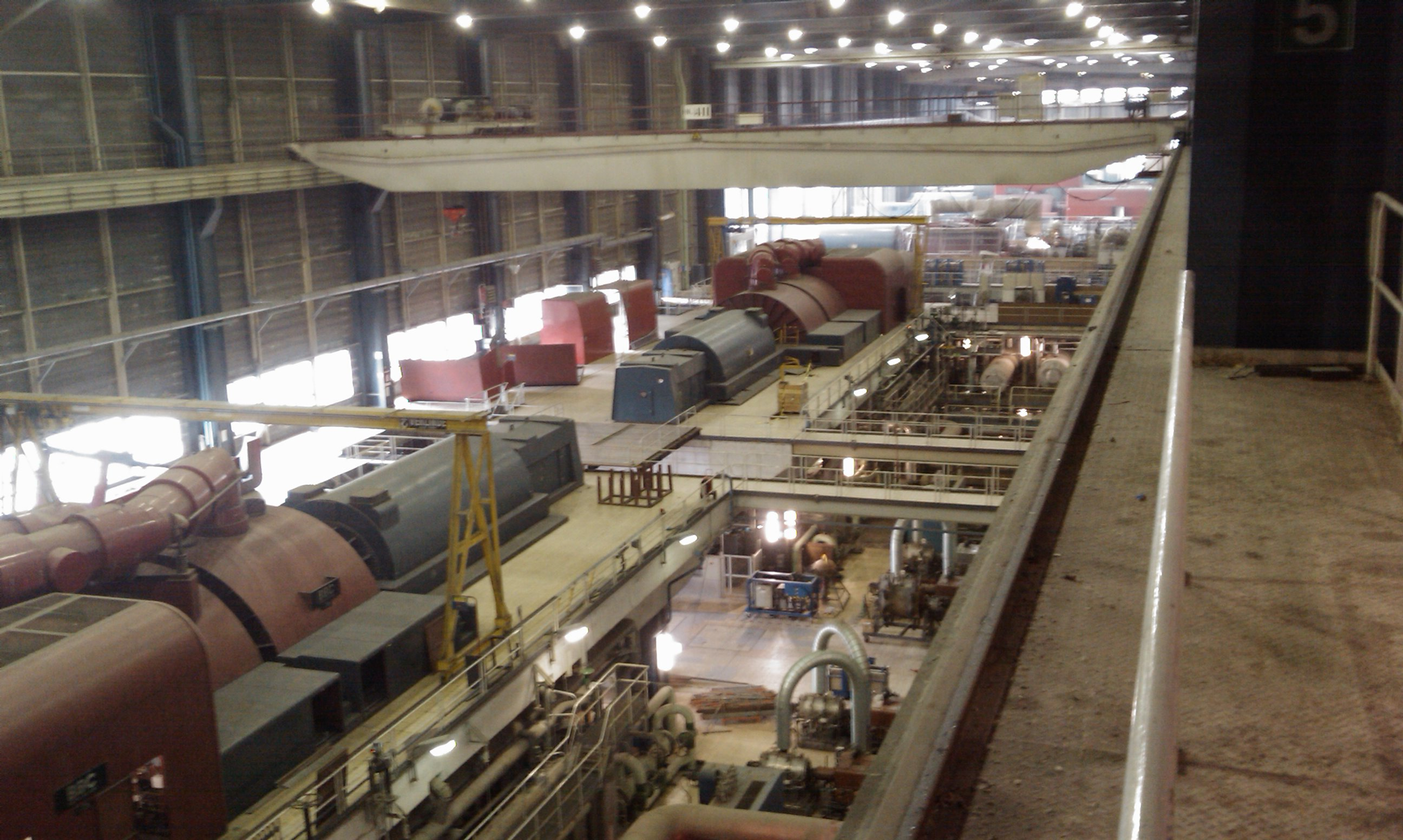
Au cœur de la centrale

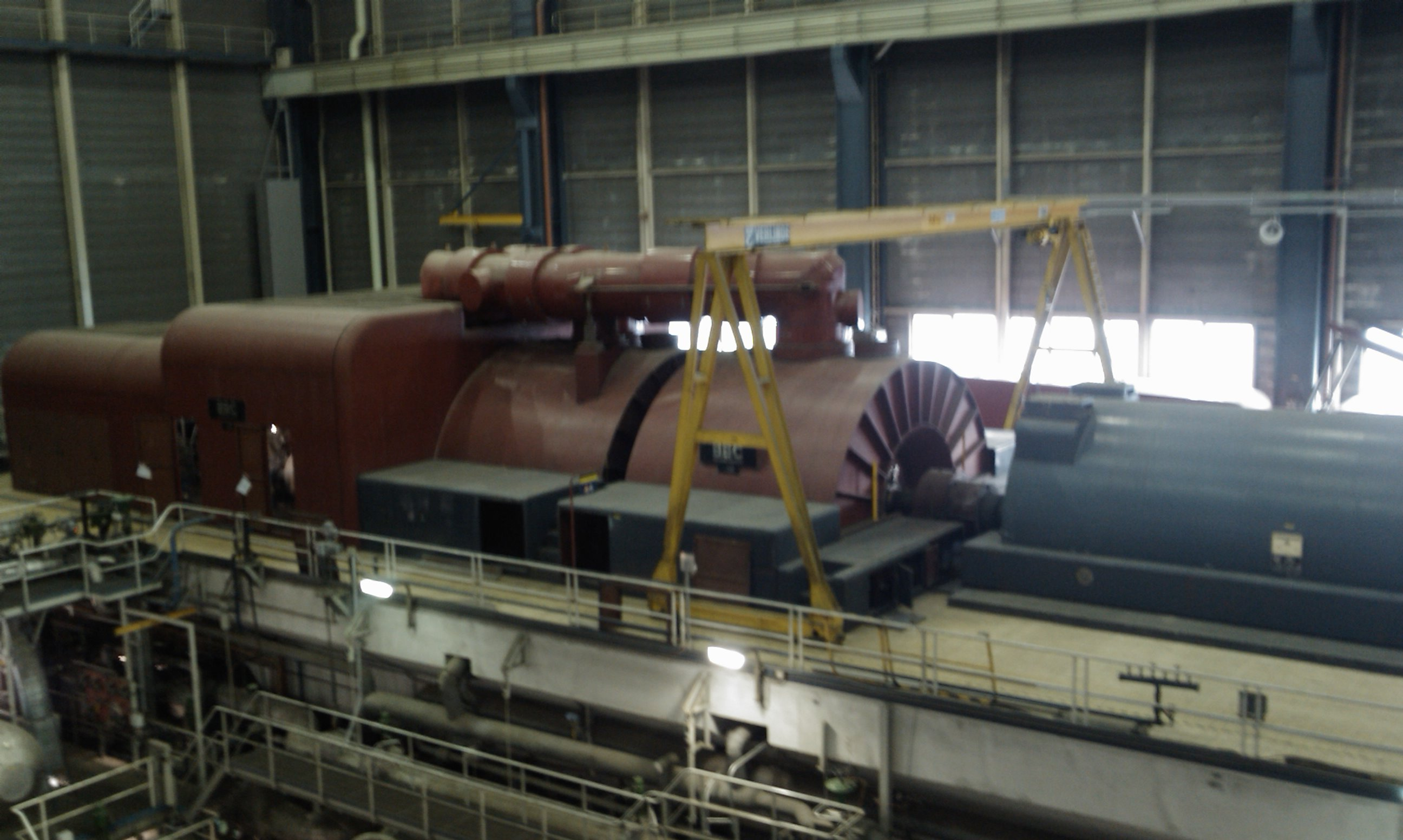
Unité 6 : Turbine à vapeur (modèle : BBC Brown Boveri) couplée à un alternateur : (Modèle : ACEC Charleroi) Puissance : 290 MW. Vitesse : 3000 tr/min

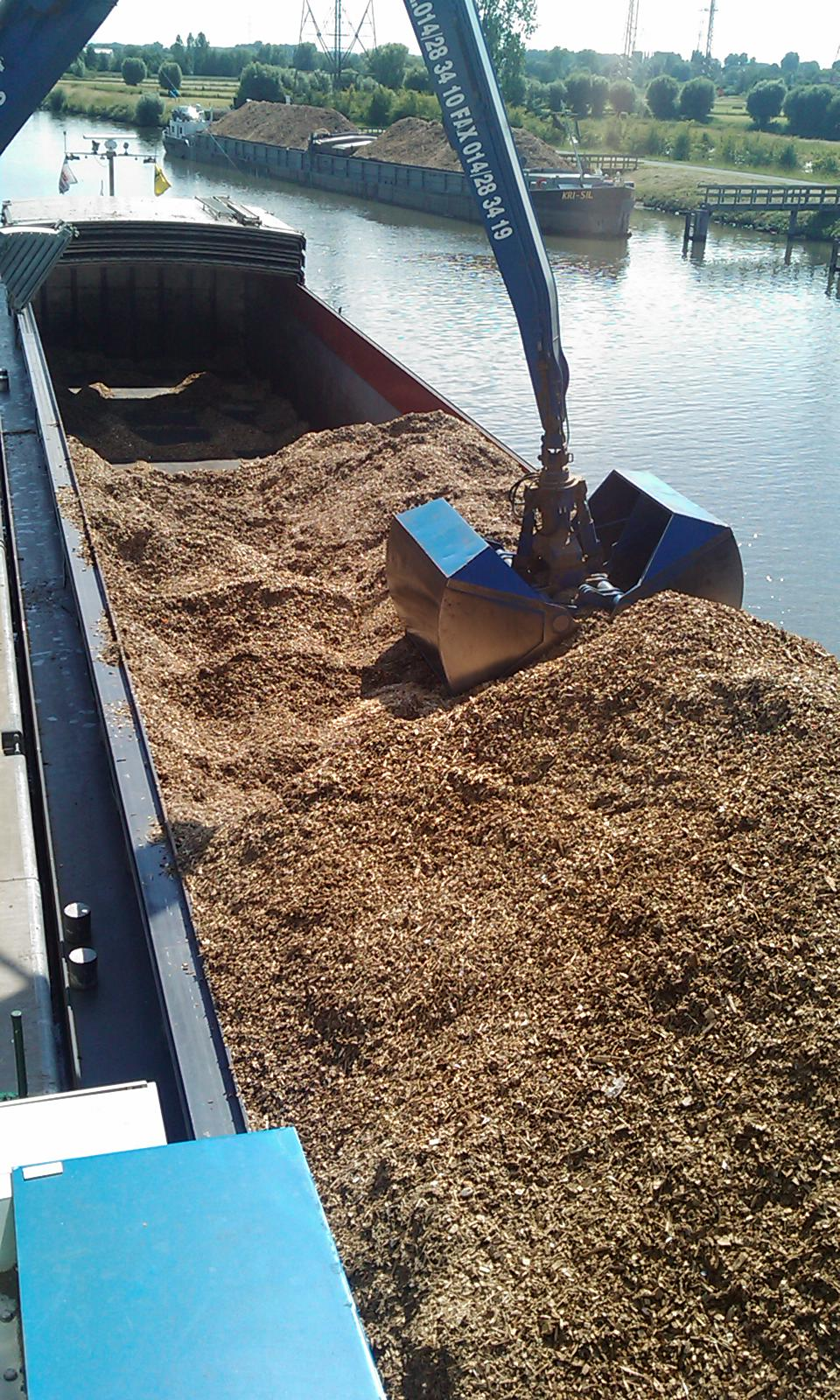
Sciure de bois transportée par bateau et ensuite acheminée par un convoyeur jusqu'au cœur de la centrale pour être brulée avec le charbon. Le nombre de transports par bateau s'élève à plus de 700 par an.(1 bateau = 40 camions)

Les unités 3 et 4 recourent au charbon en tant que combustible. L’unité 5 fonctionne tant au charbon qu’au gaz alors que l’unité 6 tourne exclusivement au gaz naturel.
Les unités les plus anciennes (1 et 2) (modèle Escher Wyss) ont été mises hors service et sont déjà partiellement démantelées.
La centrale est en mesure de produire de l'électricité pour environ 750 000 ménages. Pour 100 000 d'entre eux, il s'agit d'électricité 100 % verte[précision nécessaire].

## Processus de production électrique
Le charbon est acheminé par bateau sur le canal de l'Escaut et ensuite transporté par une bande transporteuse jusqu'au broyeur qui le réduit en poudre de charbon. Celle-ci est mélangée avec les sciures de bois et les noyaux d’olives moulées et injectée dans la chaudière pour être brûlée. Des conduites longent cette chaudière. La chaleur de la combustion permet de faire vaporiser l’eau. La vapeur actionne les pales de la grande turbine. L’alternateur couplé à la turbine transforme l’énergie libérée en électricité.

### De l'eau de refroidissement empruntée à l'Escaut
La production d'électricité à l'aide d'une turbine à vapeur génère toujours une chaleur résiduelle qui doit être évacuée. Dans le cas de la centrale de Ruien, l'eau de l'Escaut est utilisée pour refroidir la vapeur sortant de la turbine et la retransformer en eau. Grâce à une ventilation intensive dans la tour de refroidissement, l'eau de refroidissement qui est renvoyée dans l'Escaut n'est que légèrement chauffée et contient en outre plus d'oxygène qu'au moment de son prélèvement.
Chaque année, la centrale de Ruien utilise environ 300 millions de mètres cubes d'eau puisée dans l'Escaut. Elle emploie environ un million pour toutes sortes de processus d'exploitation, tandis que 4,5 millions quittent la tour de refroidissement sous forme de vapeur d'eau. Le reste retourne à l'Escaut.

## Transport par l'Escaut
L'exploitation d'une centrale électrique comme celle de Ruien implique quantité de transports. Chaque jour, du charbon et des noyaux d'olive sont amenés en provenance du port d'Anvers. Les sciures de bois sont chargées à Beringen et à Moen. L'ammoniac est apporté de Gand-Terneuzen. et le calcaire de Liège. La centrale transporte aussi le gypse vers Tisselt. La navigation intérieure libère les routes et constitue de loin le moyen de transport le plus respectueux de l'environnement. Dans le cas de la centrale de Ruien, la navigation intérieure contribue également à éviter les nuisances rencontrées par les riverains lors du passage de camions. Les bateaux qui accostent au quai de l'Escaut provoquent moins de désagréments. Étant donné Electrabel souhaite étendre à l'avenir le recours à la navigation intérieure, elle a construit un mur de quai supplémentaire, pourvu des installations de chargement et de déchargement nécessaires.

## Normes

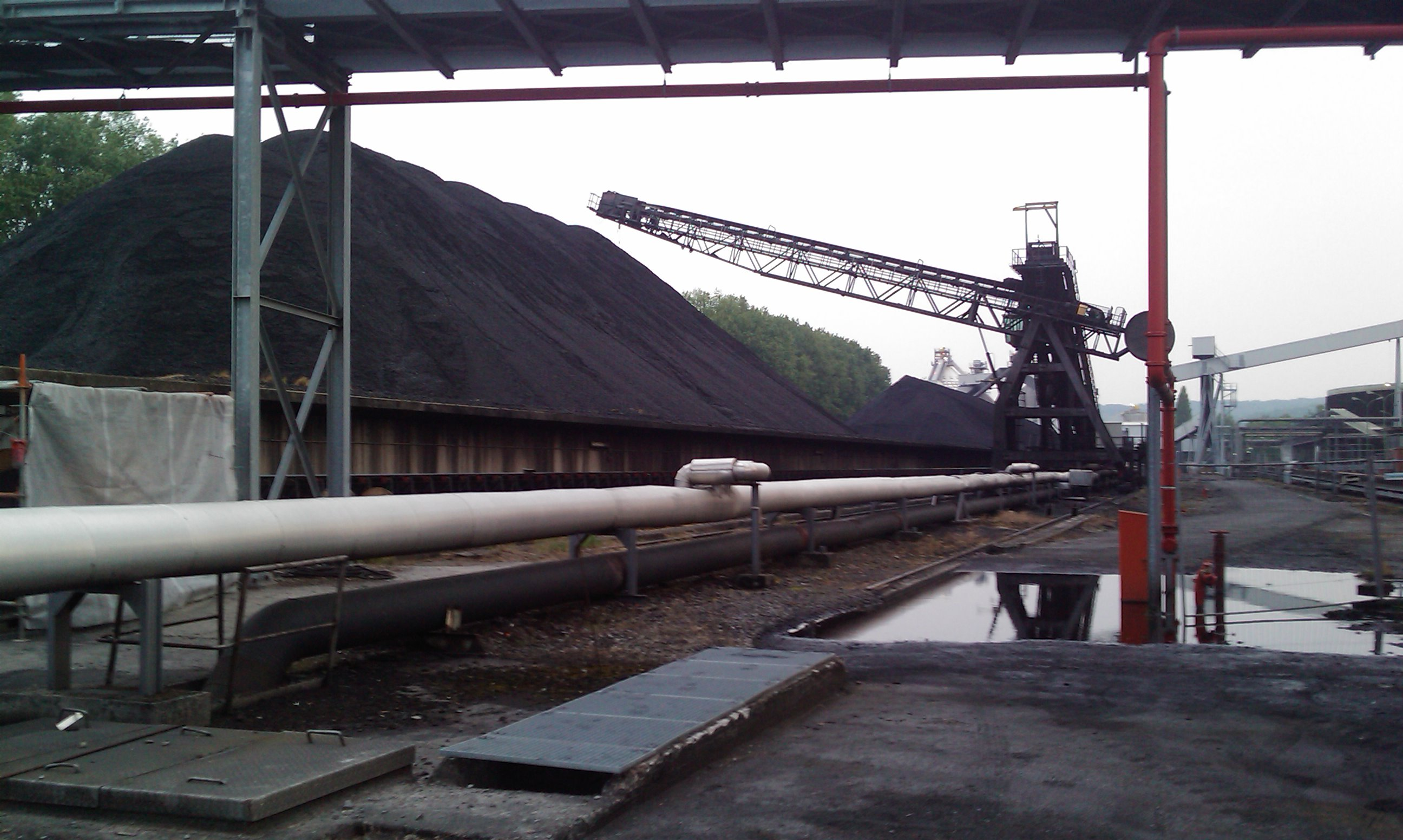
Parc à charbon de la centrale.

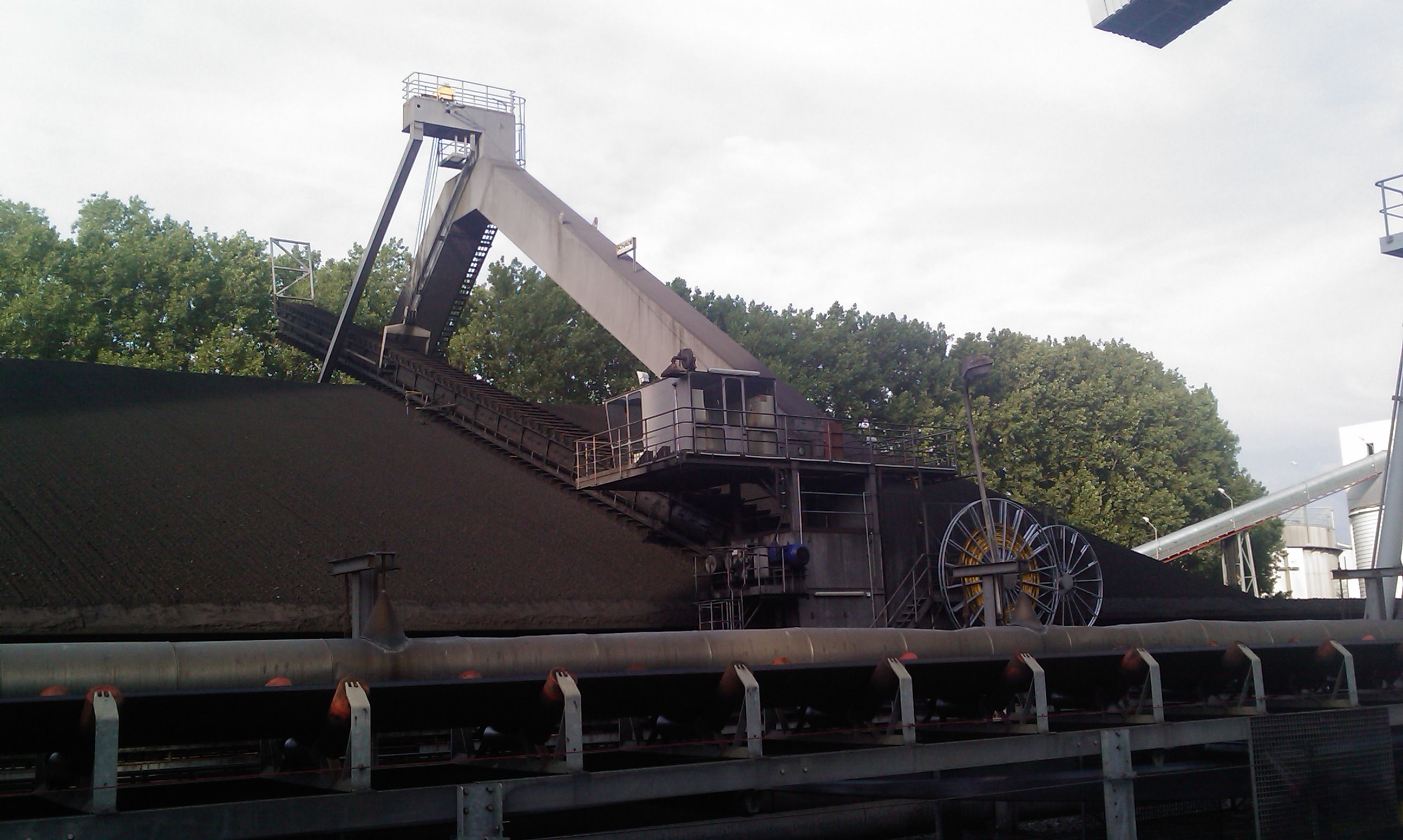
L'approvisionnement continu de la centrale est assuré par une sauterelle muni d'une bande transporteuse inclinable (convoyeur) permettant de transporter le charbon jusqu'au broyeur.

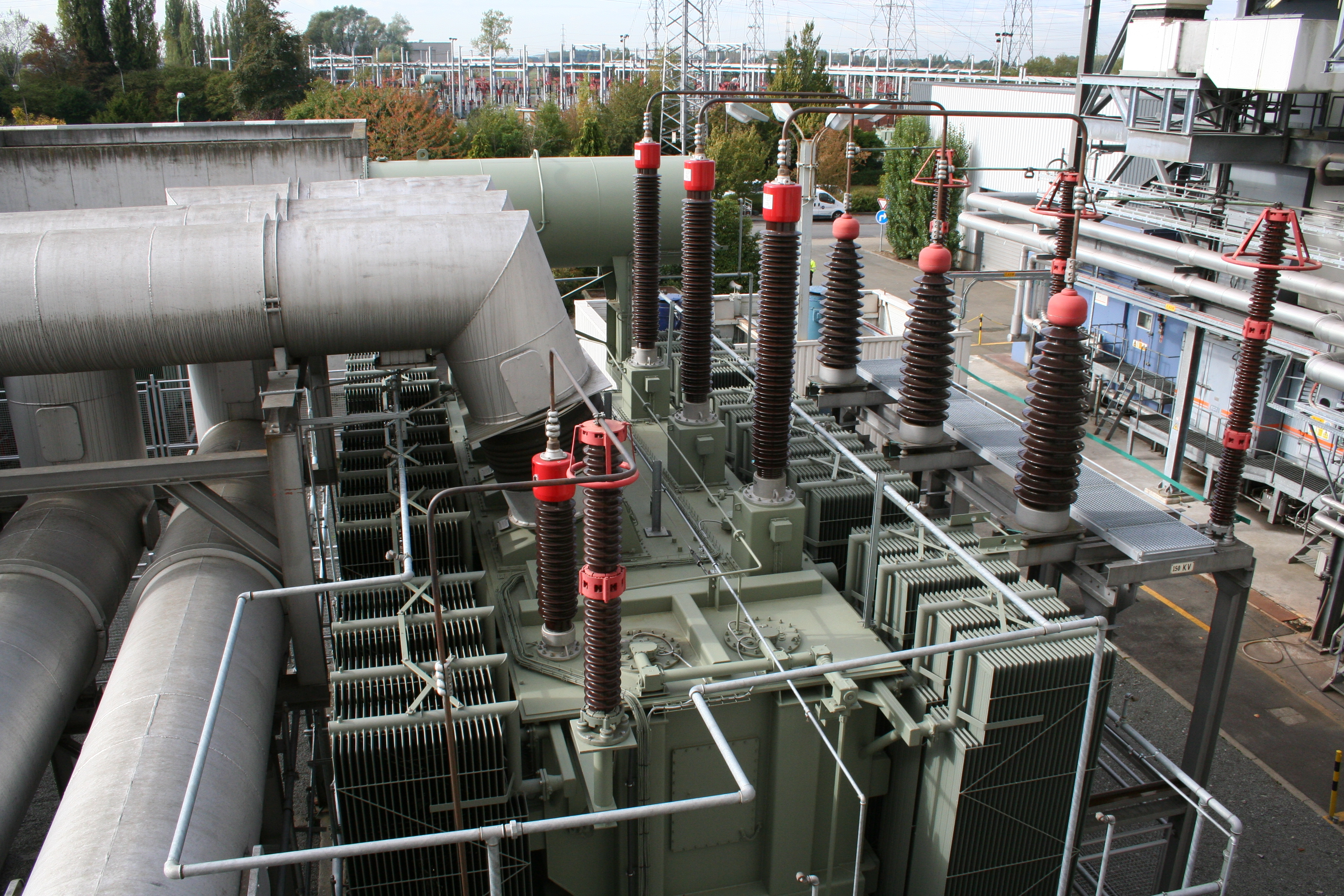
Transformateur 375-MVA avec un générateur de tension de 22 kV (côté gauche, tubes d'argent d'épaisseur) et 150 kV de sortie dans le réseau haute tension (à droite)

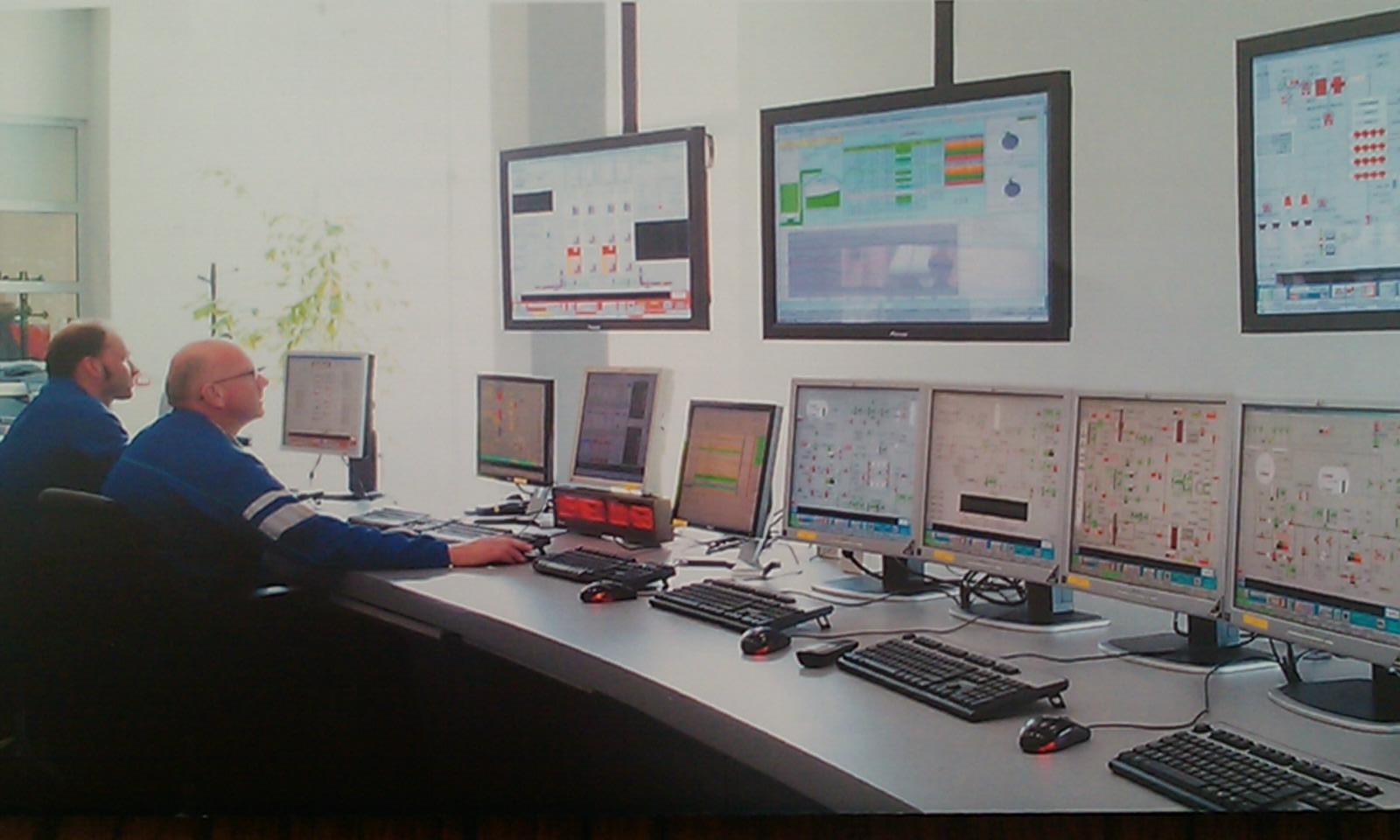
Nouvelle salle de contrôle. Centre névralgique de la centrale. Toutes les commandes partent d'ici et toutes les communications y arrivent.

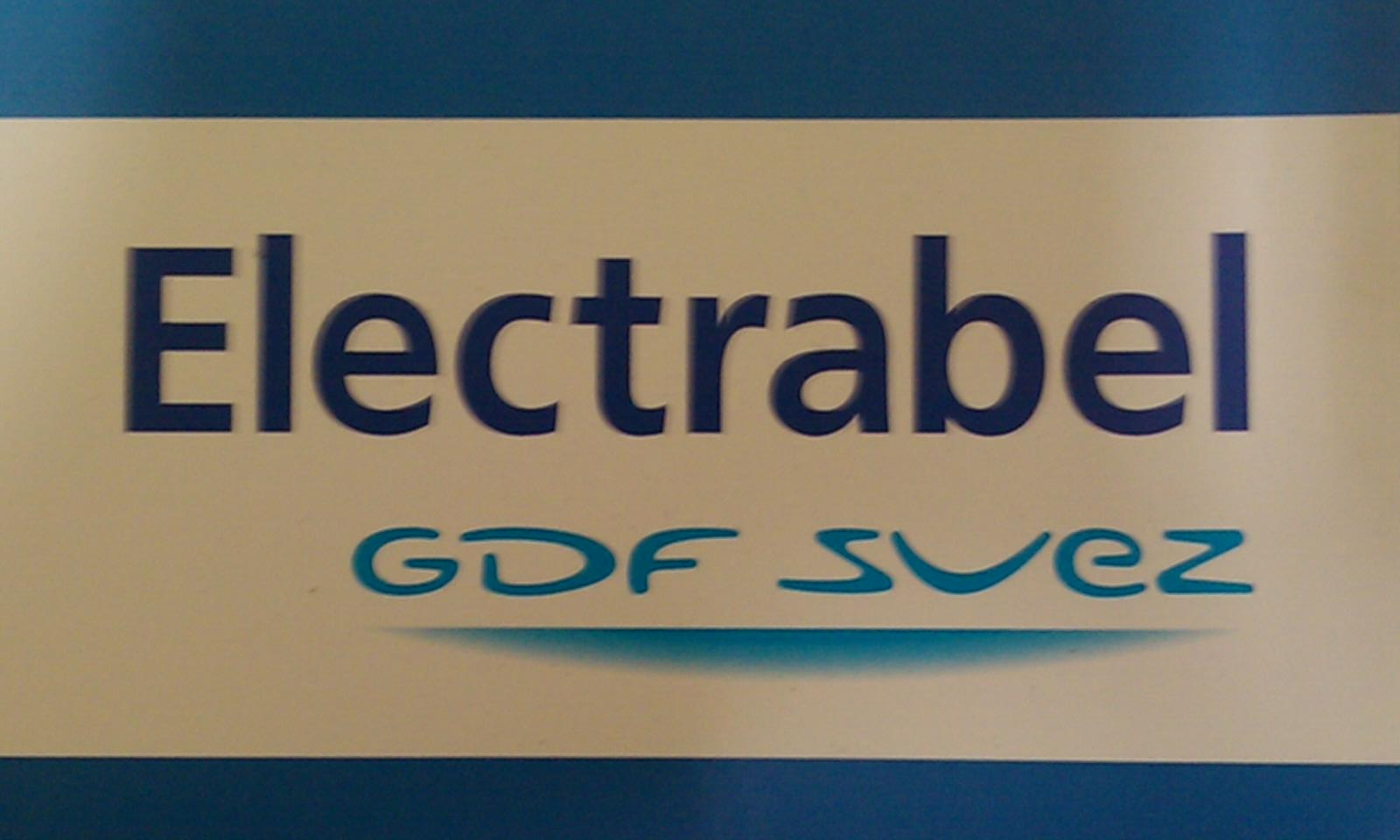
Logo d'Electrabel GDF SUEZ propriétaire de la centrale électrique

Les normes environnementales sont de plus en plus strictes. C’est la raison pour laquelle la centrale s’est vue contrainte de rénover complètement son installation d’épuration des gaz de combustion. Pour ce faire, le propriétaire, Electrabel, a fait appel à Fabricom-GTI, qui s’est à son tour adressé à Phoenix Contact pour obtenir des relais de puissance à fréquences de commutation élevées, d’une puissance importante et suffisamment statiques. Electrabel a investi près de 150 millions d'euros, notamment pour accroître l'utilisation de la biomasse ajoutée au charbon : (sciures de bois, noyaux d’olives, déchets de bois non traité, etc. à hauteur de 200 000 tonnes par an.) Les unités 3, 4 et 5 sont équipées d’une installation d’épuration de la fumée pour pouvoir rester active. Selon les nouvelles normes européennes, les gaz de combustion contenaient trop d’azote, de soufre. Ces particules fines sont désormais bien filtrées. Ces substances sont libérées lors de la combustion de matières solides.

### Électrofiltre
Electrabel utilise un électrofiltre afin d’éliminer les cendres volantes du gaz de combustion. Les cendres qui se trouvent dans les gaz sont ionisées : elles reçoivent une charge électrique par le biais de fils. Les gaz de combustion sont poussés entre de grandes plaques en métal de 12 mètres de haut et de 5 mètres de large. Ces plaques suspendues dans l’électrofiltre sont mises à une tension de 70 kilovolts, de manière à fixer les particules chargées. Elles doivent être constamment éliminées des fils d’ionisation. Le nettoyage est effectué par vibrations.
Les chiffres d’émission confirment le bon fonctionnement du nouvel électrofiltre. Auparavant, les gaz de combustion qui sortaient des cheminées contenaient 80 mg de cendres volantes par mètre cube. Aujourd’hui ils n’en contiennent plus que 20. Il s’agit donc d’une réduction de 75 %.

## Mise à l’arrêt partiel de la centrale
La centrale a arrêté 2 de ses turbines. Soixante des 130 membres du personnel ont déjà été mutés. C'est ce qui a été annoncé le 30 juin 2011 lors d'un conseil d'entreprise dans la centrale de Ruien, rapporte le quotidien flamand Het Laatste Nieuws.
Deux turbines à charbon (la 3 et la 4) ont été mises à l’arrêt en mars 2012. Elles représentent une capacité de 250 mégawatts. Les 2 autres turbines restantes, une au gaz l'autre au charbon produiront de l'électricité seulement pendant les pics, par exemple lorsque la consommation de l'énergie est très importante en hiver.
La centrale fermera définitivement ses portes en septembre 2013 et sa démolition est déjà prévue pour les années à venir.

### Sources
- Bienvenue à la centrale de Ruien. Brochure d'information Electrabel - 2010. Éditeur responsable Henk Vandenberghe. Herpelgem 18, 9690 Kluisbergen - 06.2010. D2010/7.203/3.